# Il mare verticale (romanzo)
Il mare verticale è un romanzo di Giorgio Saviane, pubblicato nel 1973.

## Storia editoriale
Il romanzo vinse nel 1973 il Premio Selezione Campiello e nel 1974 il Premio Fiera Letteraria.

## Trama
Il libro si divide in quattro capitoli: i primi tre sono narrati in prima persona, il quarto, più breve degli altri, è in terza persona. 
1. Interprete. Un uomo è sopraffatto dai continui lavori di riparazione che avvengono dietro il muro della sua stanza. I rumori cessano la notte per riprendere inesorabili il mattino seguente. Finché l'uomo perde il senso dell'alternanza tra rumori e silenzio e ogni rumore gli penetra nelle fibre, nel sangue e nei cromosomi. Così comincia a vivere un'avventura nel passato di pitecantropo,[3] di essere che non conosce la posizione verticale. Si susseguono in lui le immagini di come, da membro di una comunità zoologica, diviene a poco a poco in possesso delle armi, del fuoco, dell'io. Di volta in volta è interprete della volontà di un dio e, ad ogni conquista, è un empio che, attraverso la morte rituale, diviene a sua volta un dio. Le sue conquiste non sono lineari e la confusione dei ricordi accosta fatti lontani centinaia di migliaia di anni. La scoperta della posizione eretta avviene per caso: di colpo tutti sono in piedi. Le unioni con l'altro sesso, la caduta dei peli dal corpo, sono altre fonti di illuminazione improvvisa. Su tutti, la prima visione del mare, sconosciuto e verticale, non ancora diviso dal cielo, negli occhi di uomini che avevano superato le glaciazioni e venivano da troppo lontano. Questo mare dove avviene un cruciale incontro tra uomini della stessa famiglia, ma non più della stessa generazione, per cui gli uni sono ancora figli dei ghiacci e gli altri ormai anfibi e pescatori.
2. Chi muore?. Lo scarto con il passato è netto e ora l'uomo vive in epoca storica. Sono cambiate le abilità, si contrappongono gli agricoltori, gli allevatori, i fabbri ai semplici cacciatori e pastori. Ma l'idea del sacrificio propiziatorio è sempre al centro della psiche di quest'uomo, ora re della fecondità delle messi, ora perfezionatore delle tecniche metallurgiche. Un uomo da uccidere per assorbire i suoi poteri, da divorargli il cuore pulsante. E mentre i re arrivano ad avere dei nomi e dei reami estesi, il sacrificio diviene di massa. Chi nutre il potere di Alessandro Magno, di Attila, dell'Islam e del Cristianesimo, sono le orde di guerrieri. Alla domanda Chi muore? profferita da una regina delle messi, la risposta è Muore il re!, ma in seguito si perde l'uso della domanda, ne resta il senso.
3. La notte di Shahrazād. Nella terza parte l'uomo e la donna dialogano a lungo: la coppia prescelta è costituita da Shahrazād e il suo signore e marito Shahriyār. Mille notti sono passate, i loro figli sono ormai tre. Lei ha risparmiato mille vergini, ma ha scoperto che il figlio la vuole possedere e vuole scalzare il padre. Padre e figlio possono essere la stessa persona; se il figlio prevale, un suo figlio poi lo insidierà e il nuovo padre potrebbe ancora vincere. Ma l'insensatezza della tenzone continuata non ha fatto fare all'umanità un solo passo avanti: sempre si fronteggiano i poteri, quello dell'uomo padre (assimilato a un dio-padre), quello della donna e quello del figlio che diviene padre di se stesso. E il figlio sacrificato dal padre è trasfigurato nell'identità e diversità di tanti Dèi, assimilati in un mistero che cela tutto, meno la violenza.
4. Le mani quadrate. Marco sta tornando a casa in una notte tranquilla, piena di rassicuranti brusii. D'improvviso assiste alle manovre di una motocicletta e di un motorino che si affiancano in prossimità di un passaggio pedonale. Il motorino investe una donna, ma quando Marco giunge a casa, racconta alla sua compagna di aver visto due barelle, due donne: erano la stessa donna, erano lei. E lui si annienta in lei, mentre la donna, la sua donna, assorbe il dolore che egli emana e gli dice che il trivellamento dei lavori è finito e non ci sarà più disturbo dietro il muro.

## Edizioni
- Giorgio Saviane, Il mare verticale: romanzo, introduzione di Carlo Salinari, Rusconi, Milano 1973
- Giorgio Saviane, Il mare verticale, Rizzoli, Milano 1974
- Giorgio Saviane, Il mare verticale, introduzione di Carlo Salinari, Biblioteca universale Rizzoli, Milano 1979
- Giorgio Saviane, Il mare verticale; Eutanasìa di un amore; Getsèmani; Il papa; Il passo lungo, A. Mondadori, Milano 1984
- Giorgio Saviane, Il mare verticale, Mondadori-De Agostini, Milano-Novara 1985
- Giorgio Saviane, Il mare verticale, introduzione di Carlo Salinari; nota di Natalino Sapegno e antologia di giudizi critici, Tascabili economici Newton, Roma 1994